# Łukasz Chyła
Łukasz Chyła (ur. 31 marca 1981 w Dziemianach) – polski lekkoatleta - sprinter.
Reprezentant SKLA Sopot. Olimpijczyk z Aten (2004), gdzie był piąty w sztafecie 4 x 100 m (38,54 s) i Pekinu (2008). Srebrny (Mistrzostwa Europy w Lekkoatletyce 2002 po dyskwalifikacji W. Brytanii i 2006) medalista mistrzostw Europy w sztafecie, finalista MŚ w sztafecie w 2001 i 2003. Mistrz Polski na 100 m (2004), 4-krotny halowy mistrz Polski na 60 m (2004, 2005, 2007, 2008).
Jest żołnierzem Wojska Polskiego w stopniu kaprala.

## Najważniejsze osiągnięcia
- Mistrzostwa Europy: 
  - 2. miejsce 2002 – 4 x 100 m (38,71 s)
  - 2. miejsce 2006 - 4 x 100 m (39,05 s)
- Puchar Europy: 
  - 2. miejsce 2003 – 4 x 100 m (38,45 s)
  - 1. miejsce 2004 – 100 m (10,42 s)
  - 2. miejsce 2004 – 4 x 100 m (38,68 s)
  - 1. miejsce 2006 – 4 x 100 m (39,07 s)
  - 2. miejsce 2008 - 4 x 100 m (38,61 s)
- Halowy Puchar Europy
  - 3. miejsce 2004 – 60 m (6,65 s)
  - 1. miejsce 2008 - 60 m (6,61 s)
- Młodzieżowe Mistrzostwa Europy
  - 1. miejsce 2001 – 4 x 100 m (39,41 s)
  - 2. miejsce 2001 – 200 m (20,99 s)
- Mistrzostwa Europy Juniorów
  - 2. miejsce 1999 – 4 x 100 m (39,67 s)
- Światowe Igrzyska Wojskowe
  - 2. miejsce 2007 - 4 x 100 m (39,52 s)
  - 3. miejsce 2007 - 100 m (10,39 s)
- Mistrzostwa Świata Wojskowych
  - 2. miejsce 2009 - 4 x 100 m (40,28 s)

## Rekordy życiowe

### na stadionie
- Bieg na 100 m - 10,20 s. (6. wynik w historii polskiego sprintu)[2] - 13 czerwca 2004, Warszawa
- Bieg na 200 m - 20,75 s. (20. wynik w historii polskiego sprintu)[2] - 10 września 2004, Königs Wusterhausen

### w hali
- Bieg na 60 m
  - seniorzy - 6,56 s. (3. wynik w historii polskiego sprintu) - 25 lutego 2005 - Chemnitz
  - juniorzy - 6,68 s. (były rekord Polski) - 28 stycznia 2000 - Spała
- Bieg na 200 m - 21,14 s. - 7 lutego 2004 - Spała